# التحالف الكبير (عصبة أوغسبورغ)
كان التحالف الكبير هو التحالف المناهض للفرنسيين الذي شُكل في 20 ديسمبر 1689 بين إنجلترا والجمهورية الهولندية والإمبراطورية الرومانية المقدسة. وقع على التحالف اثنين من أبرز المعارضين لفرنسا: وليام الثالث، ملك إنجلترا وشتادتهولدر من الجمهورية الهولندية، والإمبراطور ليوبولد، نيابة عن أرشيدوقية النمسا.
مع الإضافات اللاحقة لإسبانيا وسافوي، خاض التحالف حرب 1688-1697 التي استمرت تسع سنوات ضد فرنسا والتي انتهت بمعاهدة ريسويك عام 1697.
أصلِح التحالف الكبير الثاني بموجب معاهدة لاهاي عام 1701 قبل حرب الخلافة الإسبانية وحُلَّ بعد معاهدة أوترخت عام 1713.

## خلفية
كان التحالف الكبير هو أهم التحالفات التي تشكلت ردًا على حروب لويس الرابع عشر التي بدأت عام 1667 وانتهت عام 1714. بعد عام 1648، ساعد التوسع الفرنسي على تراجع القوة الإسبانية بينما أضفى صلح فيستفاليا الانقسامات الدينية الرسمية داخل الإمبراطورية الرومانية المقدسة. أدى ذلك إلى إضعاف الأمن الجماعي الذي قدمته سابقًا الدوائر الإمبراطورية وأدى إلى سلسلة من الاتفاقيات الفردية، مثل 1679 اتحاد ويتيراو.
دعم لويس الرابع عشر العثمانيين سرًا ضد آل هابسبورغ النمساويين في الحرب التركية الكبرى 1683-1699، بينما أضعف نفوذ هابسبورغ داخل الإمبراطورية الرومانية المقدسة من خلال دفع إعانات لدول مثل بافاريا، بالاتينات، كولونيا وبراندنبورغ-بروسيا. تلقت مملكة الدنمارك البروتستانتية أيضًا إعانات مالية وعندما أصبح جيمس الثاني ملك إنجلترا في فبراير 1685، كان يُنظر إليه على أنه حليف فرنسي.
في عام 1670، احتلت فرنسا دوقية لورين، ثم أجزاء كبيرة من الألزاس في حرب لم الشمل 1683–1884، مهددة الدول الإمبراطورية في راينلاند. ألغى مرسوم فونتينبلو الصادر في أكتوبر 1685 التسامح مع الهوجوينوت الفرنسيين، والذين غادروا فرنسا على مدار السنوات الخمس التالية يقدر بنحو 200- 400 ألف. دعا الحلفاء السابقون مثل فريدريك ويليام الآن المنفيين الفرنسيين للاستقرار في براندنبورغ بروسيا ووافقوا على معاهدة مع الجمهورية الهولندية في أكتوبر 1685. وأعقبت هذه الأحداث في عام 1686 مذبحة لحوالي 2000 من الفود البروتستانت، مما عزز مخاوف واسعة النطاق من أن أوروبا البروتستانتية كانت مهددة. من قبل الإصلاح الكاثوليكي المضاد بقيادة لويس الرابع عشر.

## التأسيس
مع احتلال العثمانيين ليوبولد، ساعد ويليام البرتقالي في تشكيل التحالف المناهض للفرنسيين المعروف باسم اتحاد ويتراو، وهو تحالف من الدول الألمانية داخل الإمبراطورية الرومانية المقدسة للحفاظ على السلام والحريات في أوروبا. كانت الجمهورية خارج الإمبراطورية وبالتالي مستبعدة، لكن العديد من قادة الاتحاد كانوا من كبار الضباط الهولنديين، بما في ذلك رئيسها، جورج فريدريش، أمير فالديك. لقد صنع أهم ابتكاراتها؛ ولأول مرة، موّل الأعضاء جيش اتحاد مركزي، بدلًا من توفير وحدات فردية، ما عزز فعاليته بشكل كبير.
استُخدم نموذجه في تحالف لاكسينبرغ عام 1682، والتي جمعت النمسا مع دوائر رينيش العليا والفرانكونية للدفاع عن راينلاند، لكن حرب ريونيون أثبتت أنها لا تستطيع معارضة فرنسا بمفردها. عندما ورث فيليب ويليام قصر بالاتينات في مايو 1685، ادعى لويس نصفها، بناءً على زواج إليزابيث شارلوت من بالاتينات من فيليب أورليان، ما تسبب في أزمة أخرى.
سمح الانتصار على العثمانيين في معركة فيينا عام 1683 لليوبولد بإعادة التركيز على الأجزاء الغربية من الإمبراطورية. تشكلت عصبة أوغسبورج في يوليو 1686 من خلال الجمع بين تحالف لاكسنبرغ ودائرة بورغونديان وبوميرانيا السويدية وبافاريا.
في 27 سبتمبر 1688، غزت القوات الفرنسية منطقة راينلاند وهاجمت فيليبسبورغ، وأطلقت حرب التسع سنوات. عُزز التحالف عندما أطاحت الثورة المجيدة بجيمس الثاني في نوفمبر 1688 وأصبح ويليام البرتقالي ويليام الثالث/ الثاني ملك إنجلترا واسكتلندا. أعلنت الجمهورية الهولندية الحرب على فرنسا في مارس 1689، وتبعتها إنجلترا في مايو.